# Municipio de Nova Zagora
El municipio de Nova Zagora (búlgaro: Община Нова Загора) es un municipio búlgaro perteneciente a la provincia de Sliven.
En 2011 tiene 39 010 habitantes, el 70,66% búlgaros, el 14,09% turcos y el 3,68% gitanos. La mitad de la población vive en la capital municipal Nova Zagora.
Se ubica en el suroeste de la provincia, a medio camino entre Sliven y Stara Zagora

## Pueblos
Junto con Nova Zagora hay 32 pueblos en este municipio:
| - Asenovets - Bania - Bogdanovo - Briastovo - Bial Kladenets - Diadovo - Ezero - Elenovo - Zagortsi - Kamenovo - Karanovo - Koñovo - Korten - Kriva Krusha - Liubenets - Liubenova Majala - Mlekarevo | - Nauchene - Novoselets - Omarchevo - Pet Moguili - Pitovo - Polsko Pudarevo - Projorovo - Radevo - Radetski - Sokol - Stoil Voivoda - Subrano - Sudievo - Sudiisko Pole - Tsenino |